# Parepierus sylvaticus
Parepierus sylvaticus är en skalbaggsart som beskrevs av Cooman 1935. Parepierus sylvaticus ingår i släktet Parepierus och familjen stumpbaggar. Inga underarter finns listade i Catalogue of Life.